# کریستیان اسپرنگر
کریستیان اسپرنگر (به انگلیسی: Christian Sprenger) (زادهٔ ۱۹ دسامبر ۱۹۸۵) شناگر اهل استرالیا است.